# 1096 Reunerta
1096 Reunerta è un asteroide della fascia principale del diametro medio di circa 45,83 km. Scoperto nel 1928, presenta un'orbita caratterizzata da un semiasse maggiore pari a 2,6006701 UA e da un'eccentricità di 0,1928329, inclinata di 9,48918° rispetto all'eclittica.
Il suo nome è in onore di Theodore Reunert, un amico dello scopritore.